# Бетген, Фридрих
Фридрих Вильгельм Адольф Бетген (Friedrich Baethgen; 1849—1905) — немецкий протестантский теолог и сириолог, профессор; главный редактор второго издания популярной библейской энциклопедии «Словарь библейских древностей» (1892—1894).

## Биография
Родился в 1849 году в Лахеме близ Хамельна. Занимая в течение ряда лет кафедры в Киле, Галле, Грайфсвальде, он в 1895 г. получил ординарную профессуру ветхозаветной экзегетики в Берлине.
В области еврейской науки Бетген — автор следующих трудов:
- «О псалмах из Пешитты» (Untersuchungen über die Psalmen nach der Peschitta; Киль, 1878);
- О поэзии Ветхого Завета (Anmut und Würde in der alttestamentlichen Poesie; 1880);
- «Вклад в семитскую историю религии» (Beiträge zur semitischen Religionsgeschichte; 1888);
- «Бог Израиля и боги язычников» (Der Gott Israels und die Götter der Heiden; 1888);
- «Сирийская грамматика Мар Илии[англ.] из Тирхана[англ.]» (Syrische Grammatik des Mar Elias von Tirhan; 1880);
- «Фрагменты из сирийских и арабских историков» (Fragmente syrischer und arabischer Historiker; 1884)[2].

Бетгену принадлежит также комментированный перевод Псалмов (1892), стихотворный перевод книги Иова.
Второе издание популярной библейской энциклопедии «Словарь библейских древностей» (1884) Эдуарда Рима вышло под главной редакцией Бетгена (1892—1894).